# Bukassa Kabengele
Bukassa Kabengele (Bruxelas, 3 de fevereiro de 1973) é um ator e cantor congo-brasileiro.

## Biografia
Nascido em Bruxelas, capital da Bélgica, viveu no Congo até os dez anos, quando ele e seu pai, o antropólogo Kabengele Munanga, resolveram morar no Brasil. Seu pai foi professor de antropologia da USP. Apesar de ter nascido na Bélgica, nunca possuiu a nacionalidade daquele país.
Bukassa foi membro da banda de soul/funk Skowa e a Máfia e em 2000 gravou o disco solo "Quero Viver".
Protagoniza o filme de Thiago Camargo, Atrás da Sombra.
Em 2024, dublou o personagem Rafiki no filme de drama musical Mufasa: O Rei Leão

## Filmografia

### Na televisão
| Ano  | Título                       | Personagem                      | Notas                                                        |
| ---- | ---------------------------- | ------------------------------- | ------------------------------------------------------------ |
| 2025 | Dona Beja                    | Coronel Paulo Sampaio (Sampaio) |                                                              |
| 2025 | Tarã                         | Bruk                            |                                                              |
| 2024 | Mania de Você                | Marcel Silva                    |                                                              |
| 2024 | Mila no Multiverso           | Jonas                           |                                                              |
| 2024 | O Jogo que Mudou a História  | Mestre                          |                                                              |
| 2023 | Amor Perfeito                | Promotor Sílvio Pacheco         |                                                              |
| 2021 | Colônia                      | Raimundo                        | Episódio: "O Hospício Colônia"                               |
| 2020 | Falas Negras                 | Nelson Mandela                  |                                                              |
| 2019 | Irmandade                    | Gilmar Ferreira                 | Episódio: "O Certo é o Certo"                                |
| 2019 | Filhos da Pátria             | Aquiles                         | Episódio: "Mimimi"                                           |
| 2018 | Carcereiros                  | Luís Vicente (Vicentão)         | Episódios: "Cidade Sitiada" e "Assunto de Família"           |
| 2018 | Malhação: Vidas Brasileiras  | Prof. Marcelo da Conceição      |                                                              |
| 2018 | Cidade dos Homens            | Nivaldo                         |                                                              |
| 2017 | A Vida Secreta dos Casais    | Joca                            | Participação Especial                                        |
| 2017 | Os Dias Eram Assim           | Josias Andrade                  |                                                              |
| 2016 | Liberdade, Liberdade         | Omar Ferreira, Marquês de Elba  |                                                              |
| 2015 | Chapa Quente                 | Capitão Pimentel                |                                                              |
| 2014 | O Caçador                    | Paulo Sultão                    |                                                              |
| 2014 | Sexo e as Negas              | Jorge                           |                                                              |
| 2012 | A Tragédia da Rua das Flores | Dr. Caminha                     |                                                              |
| 2011 | Força-Tarefa                 | Jorge Santo                     | Temporada 3 (Episódio 4)                                     |
| 2009 | Vende-se um Véu de Noiva     | Ulisses Jamba (Jovem)           | Participação Especial                                        |
| 2008 | Revelação                    | Caio Rodrigues                  |                                                              |
| 2008 | 9mm: São Paulo               | Pastor Celso                    | Episódio: "Aqui Se Faz, Aqui Se Paga"                        |
| 2006 | Vidas Opostas                | Marcelo                         |                                                              |
| 2006 | JK                           | Fred Moreno                     |                                                              |
| 2005 | Mad Maria                    | Jonathan                        |                                                              |
| 2005 | Mandrake                     | Conan                           | Episódio: "A Cidade Não é Aquilo que se Vê do Pão de Açúcar" |
| 2003 | A Casa das Sete Mulheres     | Zé Pedra                        |                                                              |
| 2002 | Ilha Rá-Tim-Bum              | Bum                             | (voz)                                                        |

### No cinema
| Ano  | Título                 | Personagem              | Notas          |
| ---- | ---------------------- | ----------------------- | -------------- |
| 2025 | Malês                  | Manuel Calafate         | [ 8 ]          |
| 2024 | Ninguém Sai Vivo Daqui | Raimundo                | [ 9 ]          |
| 2023 | Fervo                  | Luiz                    |                |
| 2022 | A Suspeita             | Miguel Yan              |                |
| 2020 | Atrás da Sombra        | Jorge                   |                |
| 2019 | Pacificado             | Jaca                    |                |
| 2015 | O Curto Adeus          | Eliezer                 | Curta-metragem |
| 2008 | Vista Minha Pele       | Professor de matemática | Curta-metragem |
| 2003 | Carandiru              | Detento locutor         |                |
| 2001 | Sonhos Tropicais       | Prata Preta             |                |

## Discografia
- Quero Viver (JAM Records)

## Prêmios e indicações
| Ano  | Premiação                                         | Categoria                     | Indicação                    | Resultado |
| ---- | ------------------------------------------------- | ----------------------------- | ---------------------------- | --------- |
| 2009 | Troféu Raça Negra                                 | Melhor Ator do Ano            | Vende-se um Véu de Noiva     | Indicado  |
| 2019 | Prêmio CBTIJ de Teatro para Crianças              | Coletivo de Atores e Atrizes  | Ombela – A Origem das Chuvas | Indicado  |
| 2019 | Festival Internacional de Cinema de San Sebastián | Melhor Ator                   | Pacificado                   | Venceu    |
| 2019 | Fest Aruanda do Audiovisual Brasileiro            | Melhor Ator de Longa-metragem | Pacificado                   | Venceu    |
| 2023 | Festival Sesc Melhores Filmes                     | Melhor Ator Nacional          | Pacificado                   | Indicado  |
| 2024 | Prêmio Potências                                  | Ator Coadjuvante              | Mania de Você                | Indicado  |

## Dublagem
| Ano  | Título             | Personagem | Notas |
| ---- | ------------------ | ---------- | ----- |
| 2024 | Mufasa: O Rei Leão | Rafiki     |       |